# Thukydides

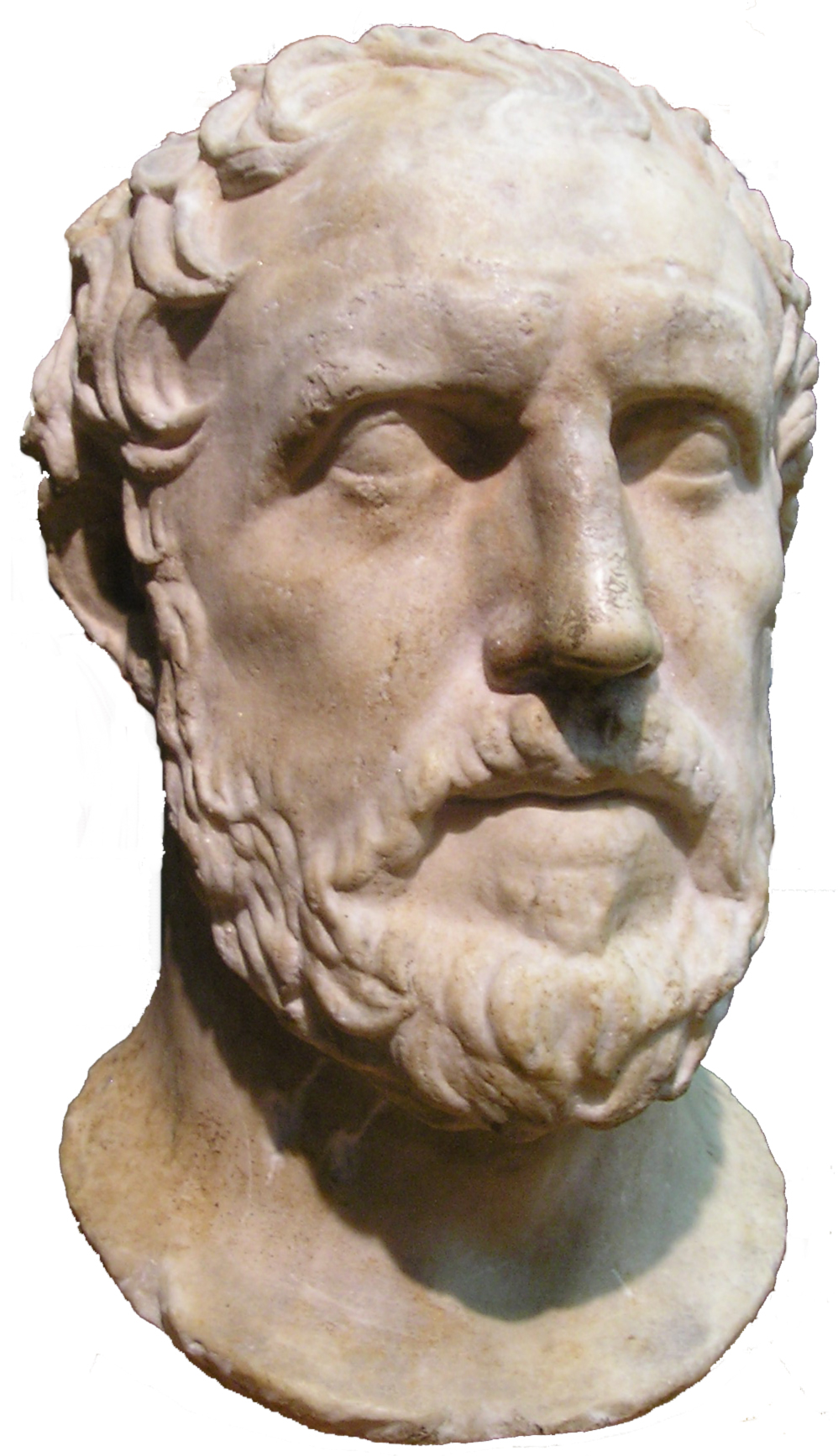
Hellenistisk byst föreställande Thukydides.

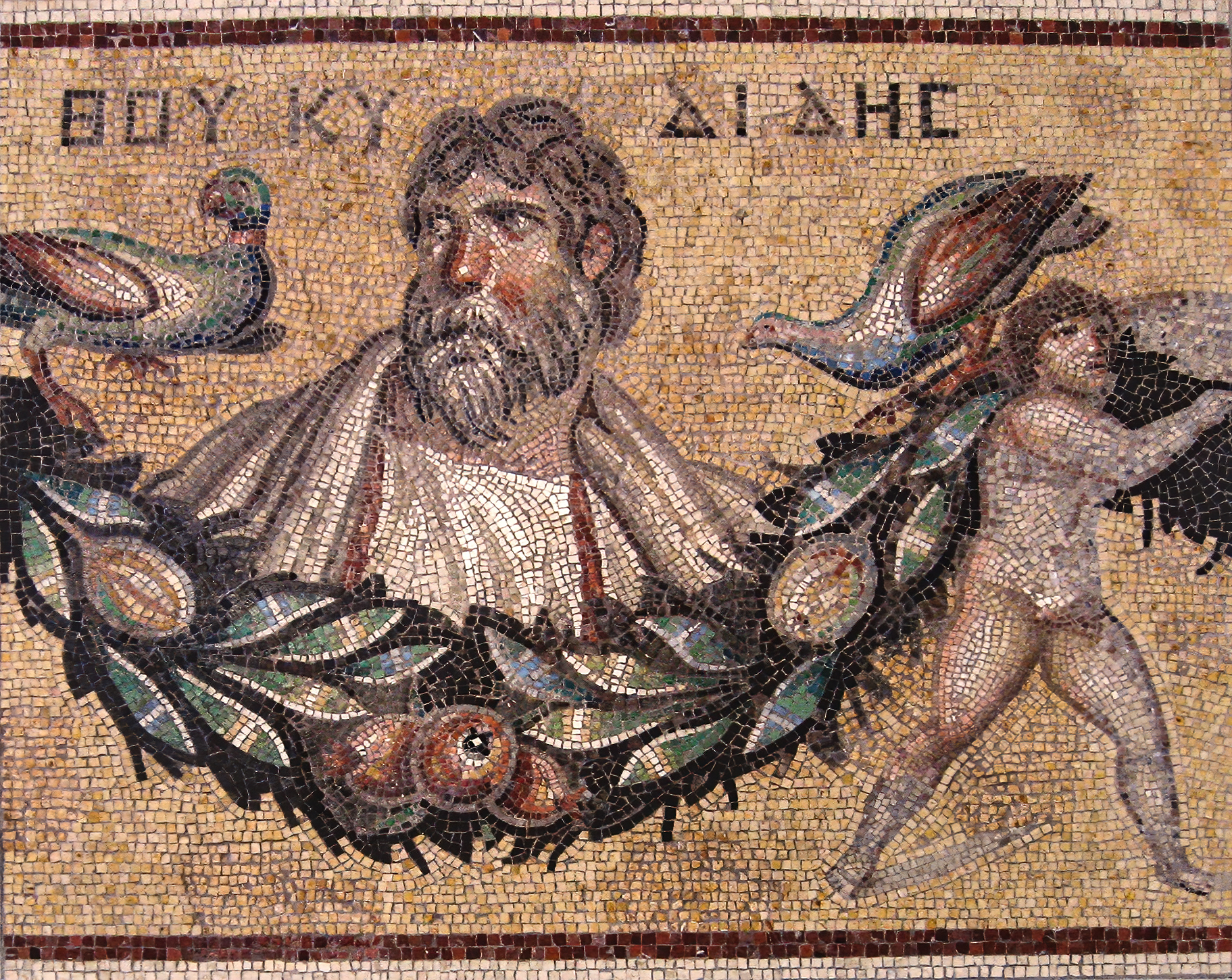
Romersk mosaik från Jarash i Jordanien, 200-talet

Thukydides (grekiska Θουκυδίδης, Thoukudídēs), född i Álimos mellan 460 f.Kr. och 455 f.Kr., död mellan 411 f.Kr. och 397 f.Kr., var en grekisk historiker och författare till verket Historia om det peloponnesiska kriget, som åskådliggör kriget mellan Sparta och Aten fram till 411 f.Kr.. Det räknas som det första vetenskapliga historieverket, och beskriver människans värld utifrån människors handlingar utan gudomligt ingripande i skeendena.

## Liv
Nästan all kunskap om Thukydides liv kommer från vad han själv berättar i Historia om det peloponnesiska kriget. Hans far hette Oloros, ett namn som förknippas med kungligheterna i Thrakien. En annan vid namn Thukydides skall ha levat före denne namne, och ha bott i Thrakien.
Thukydides föddes i Álimos och hade genom sin släkt band till den atenske statsmannen general Miltiades och dennes son Kimon, ledande personer i den gamla aristokratin som undanträngts av den radikala demokratin. Thukydides växte upp i Aten och Thrakien, i nära kontakt med de män som skapade den historia han skrev om. Han torde ha varit i tjugoårsåldern när peloponnesiska kriget utbröt 431 f.Kr.. Han klarade sig från pesten som hemsökte Aten mellan 430 och 427 f.Kr, vilken tog Perikles liv 429 f.Kr., jämte tusentals andra atenare, och om vilken han själv beskrev symptomen som han tillfrisknade från.
År 424 f.Kr. utsågs han till strategos (general), och förde befäl över en skvadron med sju skepp som var stationerade i Thassos, troligen på grund av att han hade band till området. Under vintern 424-423 attackerade den spartanske generalen Brasidas Amfipolis, en halv dags seglats från Thassos vid thrakiska kusten. Eukles, den atenske befälhavaren i Amfipolis, sände bud till Thukydides efter hjälp. Brasidas var medveten om Thukydides närvaro, och skyndade sig för att erbjuda Amfipolis måttliga fredsvillkor, som de godtog. När Thukydides anlände till Amfipolis, var de redan under spartanskt styre. Amfipolis hade varit en strategiskt viktig plats för Aten, varför Thukydides gick i exil för misslyckandet. Såsom landsflyktig hade han möjlighet att se Peloponnesos på nära håll, vilket blev en viktig erfarenhet för hans senare historieverk.
Den återstående informationen om Thukydides liv kommer från osäkra källor. Enligt Pausanias förmådde en man vid namn Oenobius Aten att antaga en lag som tillät Thukydides att återvända, förmodligen kort efter Atens kapitulation vid krigsslutet 404 f.Kr. Pausanias berättar vidare att Thukydides blev mördad på vägen till Aten. Många betvivlar denna uppgift, och menar att det finns bevis för att han måste ha levt så sent som 397 f.Kr. Plutarkos hävdar att hans kvarlevor återbördades till Aten, och jordfästes i Kimons familjs gravvalv.
Det abrupta slutet i hans historieverk, som sker under mitten av år 411 f.Kr., brukar förklaras med att han avled medan han skrev boken, men det förekommer även andra förklaringar.

## Utbildning
Fastän det saknas säkra belägg för detta tycks den retoriska karaktären i hans berättelse tyda på att Thukydides var bekant med sofisternas läror. Dessa var resande föreläsare, som fanns i Aten och andra grekiska städer. Det har också påståtts att Thukydides fokus på orsaker och effekter, hans kräsna fallenhet för observerbara fakta och undvikande av annat, samt hans strama prosa, var påverkade av de metoder och idéer som äldre medicinare använde, som Hippokrates av Kos. Detta har lett till att somliga menat att Thukydides hade medicinsk skolning. Båda dessa teorier härleds från den egenartade karaktären i Thukydides Historia. Trots att ingen av dem kan kategoriskt avfärdas, finns heller inga säkra belägg för dem.

## Karaktär
Analyser av Thukydides karaktär kan endast bygga på studier av hans bok (med tillbörlig försiktighet). Återkommande genom boken framträder hans sardoniska humor, som när han skriver om pesten i Aten (bok II), och hur den påverkade det kollektiva minnet. Thukydides beundrade Perikles, och godtog att denne hade makt över folket, men avskydde de fjäskande demagoger som följde denne. Thukydides ogillade dock att Perikles företrädde en radikal demokrati, men ansåg att det var acceptabelt i händerna på en god ledare.
Fastän Thukydides ibland fått representera den kalla återgivningen av historiska händelser, bryter starka passioner igenom i vissa textstycken, som i hans kritiska uppskattning av demagoger som Kleon och Hyperbolos. Och han var påfallande tagen av lidandet kriget medförde, och bekymrad över vilka övergrepp den mänskliga naturen är kapabel till under sådana omständigheter. Detta är uppenbart i exempelvis hans analys över grymheterna som begicks under de inbördes konflikterna i Corcyra i bok 3, kapitel 82-83, där hans minnesvärda fras finns: ”Krig är en våldsam läromästare”.

## Historia om det peloponnesiska kriget
Huvudartikel: Kriget mellan Sparta och Aten
Thukydides skrev bara en bok; dess moderna titel är Historia om det peloponnesiska kriget. En mer korrekt titel hade dock varit Kriget mellan spartanerna och atenarna (svensk översättning av Sture Linnér 1978, Kriget mellan Sparta och Athen; pocketutgåva 2006). All hans berömmelse som historiker och historiograf vilar på detta arbete, som behandlar det 27-åriga kriget mellan Aten och deras bundsförvanter, och Sparta och dess allierade. Alstret slutar under slutet av krigets tjugoförsta år.
Allmänt anses Thukydides vara en av de allra första riktiga historikerna. Till skillnad från sina föregångare Herodotos (som brukar kallas historievetenskapens fader) och Hellanikos, vilka tog med ryktesspridning och hänvisningar till myter och gudar i sitt historievetenskapliga författarskap, arbetar Thukydides träget utifrån skrivna dokument och intervjuade vittnen och inblandade när han återger händelser. Visserligen är hans återgivning genomgående vinklad — till exempel verkar han för moderna läsare underskatta betydelsen av Persiens ingripande — men Thukydides är den förste som verkar ha fullständig objektivitet som målsättning. Genom att iakttaga historisk kausalitet, skapade han det första vetenskapliga förhållningssättet till historieberättandet.
En markant skillnad mellan Thukydides och modern historieskrivning, är hans förkärlek för att återge tal och anföranden i deras fullständiga form. Dessa tal är emellertid hämtade från minnet, varför de med all sannolikhet präglas av Thukydides själv.
Jacqueline de Romilly inledde en ny epok i Thukydidesforskningen genom att kontextuellt placera hans historia i de grekiska föreställningarna om internationell politik. Sedan dess har många ägnat sig åt att studera realpolitiken som förmedlas i hans arbete. Det förekommer att forskare förnekar detta synsätt på Thukydides.

## Eftermäle
Asteroiden 10137 Thucydides är uppkallad efter honom.